# 세이셸 요리

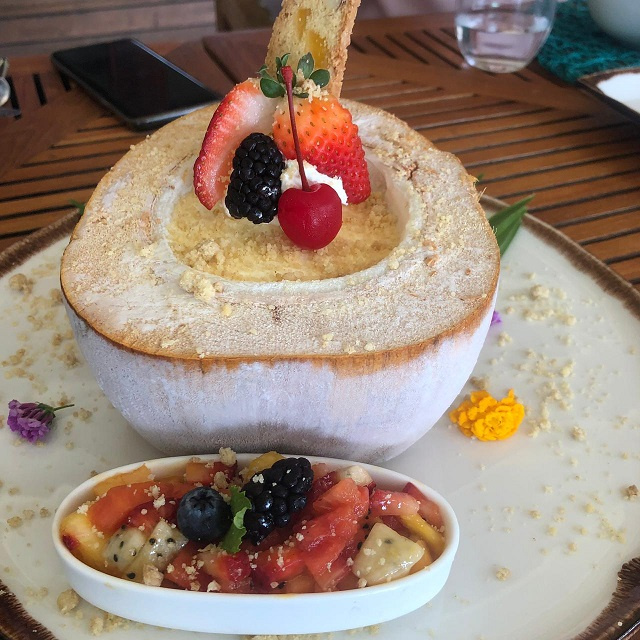
코코넛 파르페

세이셸 요리(Seychelle 料理, 영어: Seychellois cuisine 세이셸르와 퀴진[*], 프랑스어: cuisine seychelloise 퀴진 세셸루아[*])는 동아프리카·인도양에 있는 세이셸의 요리이다.
생강, 레몬그래스, 고수, 타마린드와 같은 향신료를 사용하는 것은 세이셸 음식의 중요한 구성요소이다. 생선과 과일은 노점상에서 판매한다.

## 일반적인 음식

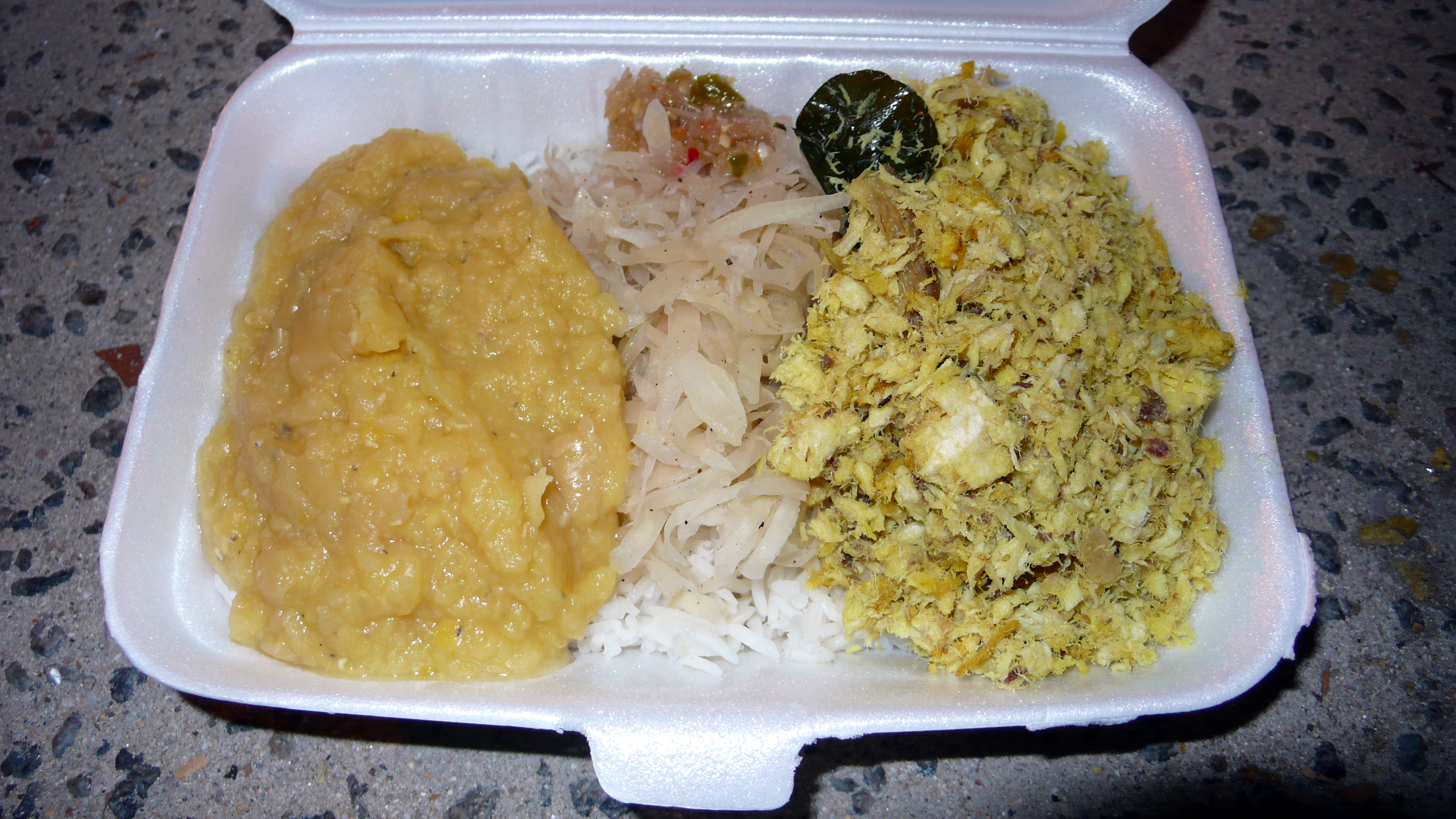
상어 처트니

주식은 주로 쌀과 함께 생선, 해산물 및 조개 요리를 포함한다.
추가 음식에는 코코넛, 브레드프루트, 망고 및 생선이 포함된다.
- 치킨
- 코코넛 커리
- 달
- 생선 커리
- 사프란 라이스
- 상어 처트니
- 채소

## 같이 보기
- 아프리카 요리